# لويس ولفسون (شخصية أعمال)
لويس ولفسون (بالإنجليزية: Louis Wolfson)‏ هو شخصية أعمال أمريكي، ولد في 28 يناير 1912 في سانت لويس في الولايات المتحدة، وتوفي في 30 ديسمبر 2007 في بال هاربور في الولايات المتحدة بسبب سرطان القولون.

## وصلات خارجية
- لويس ولفسون على موقع إن إن دي بي (الإنجليزية)